# Scardafella

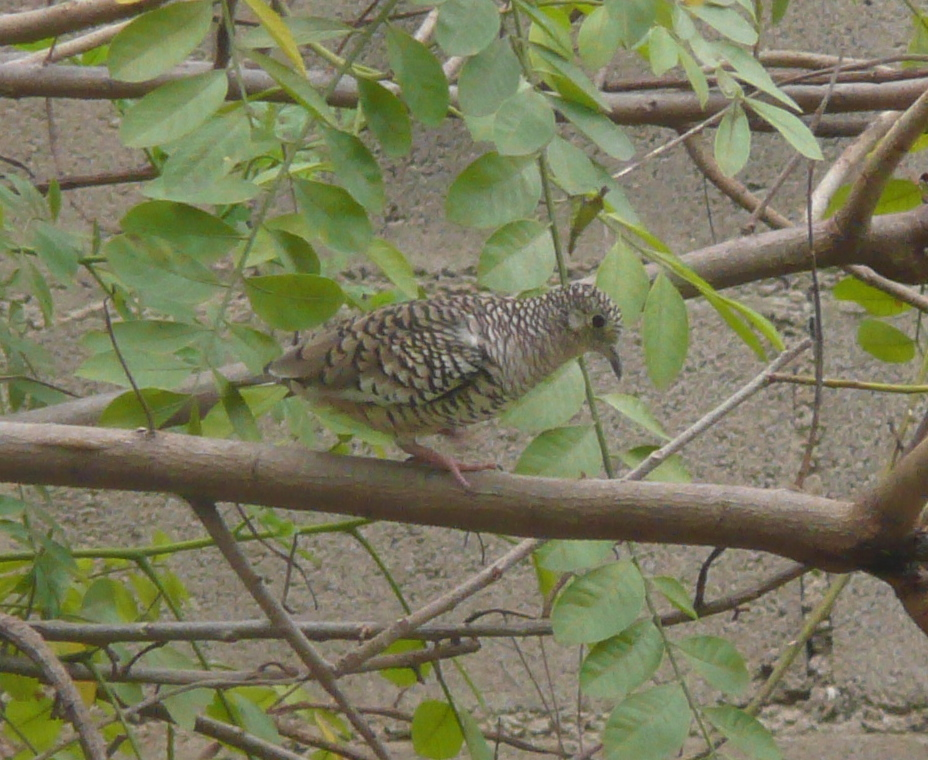
Schuppentäubchen

Scardafella ist eine Gattung der Taubenvögel, die zur Unterfamilie der Amerikanischen Kleintauben gehört. Zur Gattung gehören nur zwei Arten, die in Nord-, Zentral- und Südamerika beheimatet sind. Es ist bislang noch nicht gesichert, ob die Einordnung der beiden Arten in eine eigene Gattung gerechtfertigt ist. Von einigen Autoren werden sie den Columbina zugerechnet, einer anderen Gattung der Amerikanischen Kleintauben.

## Erscheinungsbild
Scardafella sind kleine Taubenvögel. Beide Arten erreichen eine Körperlänge von 22 Zentimetern. Ihre Körpergröße liegt damit zwischen der einer Diamant- und einer Lachtaube.
Wie für Amerikanische Kleintauben charakteristisch ist ihre Gestalt kompakt. Dem Gefieder fehlen auffällige Farben. Grau- und Brauntöne mit schwarzen Flecken und Federsäumen überwiegen. Bei der Inkataube sind lediglich die Stirn- und die Federn der Brustmitte ohne schmale Säume. Bei der Schuppentaube haben alle Deckfedern dunkle Säume. Beide Arten wirken dadurch gesperbert.

## Verbreitung und Lebensraum
Die Inkataube kommt von Arizona und dem Süden New Mexicos über das Zentralgebiet von Texas und Mittelamerika bis in den Norden von Costa Rica und Nicaragua vor. Die Schuppentaube ist dagegen ausschließlich in Südamerika und in der Karibik beheimatet. Sie kommt in Brasilien, Paraguay sowie an der Nordküste von Kolumbien, in Venezuela und auf den Inseln Isla Margarita und Trinidad vor. 
Beide Arten nutzen als Lebensraum offene, mit Bäumen oder Gebüsch bewachsenes Gelände. Beide kommen auch auf landwirtschaftlich genutzten Flächen vor und haben sich außerdem den menschlichen Siedlungsraum erschlossen. So sind sie in Gärten und Parks von Städten und Dörfern zu beobachten.

## Verhalten
Sowohl die Inka- als auch die Schuppentaube halten sich während des Tages viel auf dem Boden auf. Sie fressen Sämereien, nach denen sie ausschließlich am Boden suchen. Zum Schlafen und Ruhen baumen sie auf. Sie bauen ihre Nester in Bäumen und Sträuchern. Das Gelege besteht aus zwei weißen Eiern. Die Brutzeit beträgt etwa 14 Tage. Die Nestlinge sind nach 14 bis 16 Tagen flügge.

## Arten
Folgende zwei Arten werden zu den Scardafella gerechnet:
- Inkatäubchen (Scardafella inca)
- Schuppentäubchen (Scardafella squammata)

## Belege